# Elektron (satellite)
Elektron (en russe : электрон, électron) est une série de satellites soviétiques lancés en 1964. Conçus pour être lancés par paires, ils permettaient la surveillance simultanée des ceintures de radiation inférieure et supérieure de Van Allen. Deux des quatre satellites lancés sont toujours en orbite.

## Historique
Le 23 juin 1960, le « grand plan spatial » sur l'avenir des projets spatiaux soviétiques de Sergueï Korolev a été approuvé par le Comité central du Parti communiste de l'Union soviétique et le Conseil des ministres de l'URSS. Le plan prévoyait la possibilité pour deux paires d'engins spatiaux scientifiques de cartographier simultanément les ceintures de radiation inférieure et supérieure de Van Allen à des inclinaisons supérieures à celles atteintes par les satellites américains de l'époque (60 degrés par rapport à 30 degrés de latitude), à déployer simultanément d'un seul lancement d'une fusée Vostok. Le bureau d'études de Korolev, OKB-1, a commencé ses travaux de conception en juillet.
Outre les particules chargées des ceintures de Van Allen, les satellites ont également été conçus pour mesurer les rayons cosmiques, les émissions radio galactiques, les champs magnétiques, la propagation radioélectrique et le flux de micrométéoroïdes. Ils devaient également étudier les ceintures de radiation artificielles créées par des essais nucléaires à haute altitude, mais la ratification du Traité d'interdiction partielle des essais nucléaires en août 1963 a mis fin à ces essais avant le lancement des satellites.

## Caractéristiques
Elektron 1 et 3 avaient des masses de 350 kg, avaient un diamètre de 325 mm et ont été placés sur une orbite excentrique de 425 km sur 6 000 km. Ils étaient cylindriques avec six panneaux solaires pour la production d'électricité.
Elektron 2 et 4 avaient des masses de 460 kg, un diamètre de 400 mm et une longueur de 850 mm, également cylindriques, mais sans panneaux solaires étendus. Ils ont été envoyés sur une orbite extrêmement excentrique de 450 × 60 000 km pour cartographier la ceinture de Van Allen externe, en même temps que l'étude de la ceinture interne par Elektron 1 et 3. Pour atteindre cette orbite, ils ont utilisé un moteur à propergol solide de 3350 kgf d'une durée de 12 à 15 secondes.

## Missions

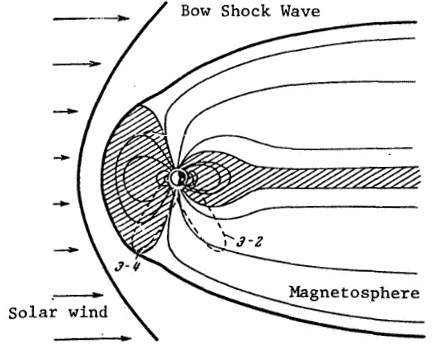
Les orbites des satellites Elektron 2 et 4 par rapport à la magnétosphère terrestre

Les satellites Elektron ont été lancés par paires par la fusée Vostok.

### Elektron 1
Elektron 1, d'une masse de 329 kg, a été lancé le 30 janvier 1964 à 09h45 UTC,, avec Elektron 2.
Selon l'agence de presse soviétique Tass, le satellite était toujours opérationnel au 6 février 1964, après avoir effectué 53 orbites. Il est toujours en orbite.

### Elektron 2
Elektron 2, d'une masse de 444 kg, a été lancé le 30 janvier 1964 à 09h45 UTC,, avec Elektron 1.
Selon l’agence de presse soviétique Tass, le satellite était toujours opérationnel au 6 février 1964, après avoir effectué 6 orbites.
Il est rentré le 20 juillet 1997.

### Elektron 3
Elektron 3, d'une masse de 350 kg, a été lancé le 11 juillet 1964 à 21h51 UTC avec une mission identique à celle d'Elektron 1, avec Elektron 4.
Il est toujours en orbite.

### Elektron 4
Elektron 4, d'une masse de 444 kg, a été lancé le 11 juillet 1964 à 21h51 UTC avec une mission identique à celle d'Elektron 2, avec Elektron 3.
Il est rentré le 12 octobre 1983.

## Résultats
Les données obtenues à partir des satellites Elektron ont donné lieu à de nombreux articles techniques sur divers sujets et ont permis d'évaluer les risques pour les cosmonautes et les satellites résultant des rayonnements dans l'espace. Eux et les satellites Cosmos ont renforcé l'impression que les Soviétiques, comme les Américains, étaient attachés à des applications civiles et militaires de satellites.